# Aspila borealis
Aspila borealis là một loài bướm đêm trong họ Noctuidae.